# Clifford Chambers
Clifford Chambers är en by i Clifford Chambers and Milcote, Stratford-on-Avon i Warwickshire i England. Clifford Chambers var en civil parish fram till 2004 när blev den en del av Clifford Chambers and Milcote. Parish har 418 invånare (2001). Byn nämndes i Domedagsboken (Domesday Book) år 1086, och kallades då Clifort.